# عزیز انصاری
عزیز اسماعیل انصاری (Azi Ismail Ansari زادهٔ ۲۳ فوریهٔ ۱۹۸۳) بازیگر، فیلمساز و استندآپ کمدین آمریکایی است. او برای بازی در نقش تام هاورفورد در سریال پارک‌ها و تفریحات  (۲۰۰۹-۲۰۱۵) و به‌عنوان خالق و ستاره سریال استاد هیچی در نت‌فلیکس شناخته می‌شود که برای آن چندین جایزه بازیگری و نویسندگی از جمله دو جایزه دریافت کرد. جایزه امی و گلدن گلوب، که اولین جایزه‌ای بود که یک بازیگر هندی آمریکایی و آسیایی آمریکایی برای بازی در تلویزیون دریافت کرد. عزیز انصاری در کلمبیا، کارولینای جنوبی از مهاجران هندی اهل تامیل نادو به دنیا آمد. پدر و مادر او مسلمان تامیل هستند، هرچند خود انصاری غیر مذهبی است.
انصاری در سال ۲۰۰۰ در حالی که در دانشگاه نیویورک استرن دانشجو بود، اجرای کمدی را در شهر نیویورک آغاز کرد. او بعداً در برنامه کمدی  غول انسانی در ام‌تی‌وی نقش آفرینی کرد و پس از آن در تعدادی از فیلم های سینمایی نقش آفرینی کرد. از سال ۲۰۰۹ تا ۲۰۱۵، انصاری برای بازی در نقش تام هاورفورد در سریال کمدی پارک‌ها و تفریحات به شهرت رسید. در سال ۲۰۱۵، انصاری در دو فصل اول سریال تحسین شده استاد هیچی نتفلیکس که به عنوان نویسنده و کارگردان نیز فعالیت می‌کرد، همکاری کرد و در آن بازی کرد.